# Унтунг Шамсури
Унту́нг Шамсу́ри, полное имя Унту́нг Суто́по бин Шамсу́ри (индон. Untung Sutopo Bin Syamsuri), более известен просто как Унту́нг (индон. Untung) — индонезийский военный деятель. Будучи в 1965 году командиром одного из батальонов полка президентской охраны «Чакрабирава» стал военным руководителем Движения 30 сентября, предпринявшего неудачную попытку государственного переворота. В марте 1966 года приговорен к расстрелу. Точное время приведения приговора в исполнение неизвестно: по одним данным, в том же 1966 году, по другим — в 1969 году.

## Биография
Родился 3 июля 1926 года в деревне Сруни под Суракартой (Центральная Ява) в бедной семье. С раннего возраста воспитывался дядей — часть имени «бин Шамсури» представляет собой отчество, взятое по имени дяди. Поступил в торговое училище, однако после оккупации Индонезии войсками Японии оставил учёбу, будучи зачисленным в создававшееся японцами туземное военное ополчение «Хейхо». После провозглашения независимости страны 17 августа 1945 года продолжил службу в вооружённых силах Республики.
С 1948 года служил в элитной дивизии «Дипонегоро». В 1962 году в звании майора участвовал в подготовке военной операции по захвату удерживавшегося голландцами Западного Ириана. Стал одним из первых индонезийских военнослужащих, высадившихся на территорию Западного Ириана в составе парашютного десанта — за это получил медаль и звание подполковника.
Во время службы длительное время находился под непосредственным или опосредованным командованием Сухарто — будущего президента страны, поддерживал с ним дружеские отношения (в 1964 году Сухарто был гостем на свадьбе Унтунга).
В начале 1965 года Унтунг был назначен командиром первого батальона полка президентской охраны «Чакрабирава». В сентябре 1965 года его назначили ответственным за проведение парада по случаю Дня вооружённых сил, который должен был состояться 5 октября, в двадцатую годовщину Национальной армии Индонезии. В ночь с 30 сентября на 1 октября левая военная группировка Движение 30 сентября, возглавляемая Унтунгом, предприняла попытку государственного переворота. Мятежники убили шестерых генералов, занимавших ключевые посты в командовании сухопутных войск, в том числе начальника штаба сухопутных войск генерала Ахмада Яни, заняли центральную площадь Джакарты Медан Мердека и джакартскую радиостанцию. В своём радиообращении Унтунг заявил о переходе всей полноты власти к новому органу — Революционному совету. Однако уже 1 октября правительственным войскам во главе с генералом Сухарто удалось полностью разгромить силы мятежников в Джакарте.
Унтунг вместе с последними силами мятежников укрылся на авиабазе Халим Перданакусума, а 2 октября, после захвата авиабазы правительственными войсками, бежал на Центральную Яву, где был захвачен 11 октября недалеко от города Тегал.
На процессе по делу о попытке государственного переворота, которое рассматривалось Специальным военным судом (индон. Mahkamah Militer Luar Biasa, Mahmillub), Унтунг был главным обвиняемым. Он отрицал, что был членом Коммунистической партии и что попытка переворота была организована коммунистами, и настаивал, что действовал по собственной инициативе. В марте 1966 года был приговорён к смертной казни. Достоверных сведений о времени приведения приговора в исполнение нет: в различных источниках фигурируют сроки от 1966 до 1969 года.